# 지중현
지중현(1975년 ~ 2007년 9월 21일)은 대한민국의 스턴트 배우, 무술 감독이다.
십수개의 영화에서 스턴트맨, 무술지도·연출 등을 했다.
2007년 중국에서 영화 좋은 놈, 나쁜 놈, 이상한 놈 촬영 중 교통사고로 사망했다.

## 작품
무술연출
- 패밀리(2002)

출연
- 무사(2001) —  용호군역
- 사랑해, 말순씨(2005) — 괴한 2
- 짝패(2006)
- 우린 액션배우다(2008) — 본인

무술지도
- 달콤한 인생(2005)
- 중천(2006)

무술팀
- 이것이 법이다(2001)
- 실미도(2003)
- 지구를 지켜라(2003)
- 뚝방전설(2006)

스턴트
- 무사(2001)
- 흑수선(2001)
- 영어완전정복(2003)
- 태극기 휘날리며(2003)
- 올드보이(2003)
- 분홍신(2005)

## 수상
- 부일영화상 — 심사위원특별상(좋은 놈, 나쁜 놈, 이상한 놈)
- 대한민국 영화대상 — 시각효과상(좋은 놈, 나쁜 놈, 이상한 놈)